# سيزار أندريو إغليسياس
سيزار أندريو إغليسياس (بالإنجليزية: César Andreu Iglesias)‏ (31 يوليو 1915، بونس، بورتوريكو في الولايات المتحدة - 17 أبريل 1976، سان خوان في الولايات المتحدة)؛ كاتب، صحفي وروائي .